# Смарагда (Онищенко) Ніжинська
Преподобна Смарагда, сповідниця Ніжинська (в миру Іуліанія Аврамівна Онищенко; 2 (15) січня 1858, Марківці Козелецького повіту Чернігівської губернії — 10 травня 1945, Чернігів) — ігуменя Ніжинського Свято-Введенського жіночого монастиря (1914-1927, 1941-1943). 3 травня 2014 прославлена Українською Православною Церквою (Московського Патріархату) у лику місцевошанованих святих.

## Родина та освіта
Ігуменя Смарагда (в миру Іуліанія Аврамівна Онищенко) народилась 2 (15 січня) 1858 року в Марківцях (нині Бобровицький район Чернігівської області). Батьки преподобної Авраам і Марія походили з козацького роду. У родині Онищенків було 7 дітей. Із ранніх років батьки виховували своїх нащадків у благочесті, любові до Бога та ближніх. Коли Уляні виповнилося 7 років, від тяжкої хвороби помер її батько, й родина опинилася у скрутному становищі: за борги довелося продати останню годувальницю — корову. Маленька Уляна часто хворіла, й мати боялася, чи її донька залишиться в живих. Для дівчинки було вже навіть заготовлено домовину.
1863 року, поклавши всю надію на волю Божу, за порадою місцевого священика мати відвезла доньку до училища для дівчат-сиріт при Свято-Введенському дівочому монастирі міста Ніжина. Матушка згадувала згодом, що з майна при ній була тільки труна. Зміцнівши духом і тілом, Уляна стала ревно навчатися, старанно виконувати вказівки наставниць. Із ніжністю згадувала матушка Смарагда свої юні роки:

«В Монастирі я отримала і виховання, і освіту… навчилася малювати, в'язати, вишивати, малярським роботам, живопису, співам, читанню…».

## Служіння
Після успішного закінчення училища Уляна Онищенко поступила послушницею до Введенського дівочого монастиря, де, за деякими даними, 1876 року (у віці 18 років) після проходження належного послуху сподобилася ангельського чину, а з часом отримала послух благочинної монастиря.  Багато потрудилася преподобна на благо обителі та її сестер.
Згідно зі списком, який наприкінці 1878 року надала тодішня настоятелька монастиря Смарагда, послушниця Іуліянія Онишенкова разом із багатьма сестрами (монахинями та послушницями) трудилася у військовому лазареті, який було відкрито при монастирі для поранених у російсько-турецькій війні (1877—1878).
1914 року, після смерті ігумені Валентини (за іншими даними — Анни), сестри обителі одноголосно обрали благочинну монахиню Смарагду своєю новою настоятелькою. Преподобна довго не наважувалася взяти на себе цей відповідальний послух і погодилася лише після слізних прохань сестер і всеношних молитов перед шанованою іконою Божої Матері. Ставши ігуменею, матушка Смарагда не переставала виявляти глибоке смирення: вона не переїхала до настоятельських покоїв, а залишилася жити у своїй колишній чернечій келії. Незважаючи на високе становище ігумені преподобна продовжувала трудитися нарівні з усіма сестрами.
На час ігуменства матушки Смарагди випали найбільш трагічні роки історії монастиря. Лише завдяки милості Божій, духовній мудрості та особливій розсудливості преподобної обитель довгий час продовжувала існувати всупереч затятим нападам безбожників.
1922 року під час більшовицької кампанії з вилучення церковних цінностей ігуменю Смарагду було заарештовано. Слідчий намагався «вибити» з ігумені свідчення проти сестер і духовенства, але матушка була непохитною. На допитах преподобна поводилася спокійно, з простотою і смиренням відповідала на запитання слідчих, намагаючись відвести гнів радянської влади від монастиря з 200 насельницями. Після багатогодинних допитів, катувань та побоїв слідчим здалося, що матушка Смарагда померла. Черницям дозволили забрати її тіло. Та коли преподобну привезли в монастир для поховання, вона раптом ожила. Явне чудо не врозумило гонителів, і на ранок сповідницю знову забрали до в’язниці. Незважаючи на повну відсутність складу злочину Суд Революційного Трибуналу, що відбувся 13-17 травня 1922 року в Чернігові, засудив преподобну Смарагду до 3 років позбавлення волі. Свідченням загальної народної любові до матушки були численні прохання від парафіян ніжинських храмів про її звільнення з в’язниці.
З повідомлення про процес у обновленському виданні «Жива Церква», Судебные процессы. Нежинское дело № 3 (15), с. 20:

«17 травня 1922 р. Судові процеси. Ніжинська справа. У місцевому Ревтрибуналі слухалася справа групи духовенства міста Ніжина, Чернігівської губернії про приховування 226 срібних підвісок з дорогоцінним камінням та інших цінностей. Цінності були виявлені на квартирі старости і скарбника Твердовського. Твердовський засуджений до ув'язнення в будинок примусових робіт на 5 років, ігуменя Введенського монастиря — на 3 роки, протоієрей Вербицький [Прим.: протоієрей Введенського храму] — на 2 роки і різнична Шабанова — на 1 рік (№ 55).»

Після відбуття терміну ув'язнення ігуменя Смарагда повернулася до свого монастиря й відразу взялася за ремонт монастирських будівель. Однак відносно спокійне життя сестер обителі тривало недовго. Вже 1927 року Ніжинський Введенський монастир було остаточно закрито, його храми та приміщення було передано під артилерійський склад, а черниць примусили розійтися по своїх домівках. 80 насельниць похилого віку, яким нікуди було повертатися, на чолі з ігуменею Смарагдою переселили до Козелецького Георгіївського чоловічого монастиря.
1930 року матушку Смарагду було вдруге заарештовано, цього разу «за антирадянську агітацію». Стареньку ігуменю утримували під вартою в холодній камері, що остаточно підірвало здоров’я преподобної. Слідством складу злочину встановлено не було, й 1933 року матушку мусили звільнити. Ігуменя Смарагда разом із 4 сестрами поселилась у місті Козельці на приватній квартирі, де продовжувала свій чернечий подвиг. За спогадами сучасників, преподобна «була земним ангелом, в ній не було нічого земного, мирського, вона була благородна, мовчазна, несла людям мир Христовий».
Під час Великої Вітчизняної війни, коли німецькі окупанти дали можливість відкривати храми та монастирі, ігуменя Смарагда з сестрами повернулася у свою рідну обитель. Сестри застали монастир у спотвореному вигляді, але знову з благословення матушки взялися за ремонт. Уже восени 1941 року було відкрито Введенський собор, для якого силами сестер і богомольців було зроблено вікна, двері, іконостас тощо. У монастирі зібралося 18 насельниць. Священик монастиря протоієрей Василій Бугаєвський, який дивом врятувався в роки гонінь на Церкву, став звершувати регулярні Богослужіння.
У вересні 1943 року монастир було знов закрито, цього разу ігуменя Смарагда була змушена переїхати до Чернігова. Матушка оселилася неподалік від Троїце-Іллінського жіночого монастиря. У бесідах із сестрами, які подвизалися разом із нею, преподобна часто згадувала про свою рідну Введенську обитель і говорила, що настане час, коли монастирі та храми відкриють, а її останки будуть покоїтися в Ніжині, де пройшла більша частина її життя. Передбачивши свою близьку кончину, ігуменя Смарагда просила поховати її на чернечому кладовищі, при цьому просила, щоб труну закопували неглибоко, оскільки доведеться її двічі переносити. Ці слова були незрозумілі присутнім, але коли 10 січня 1945 року преподобна Смарагда мирно відійшла до Господа, її прохання виконали.

## Канонізація
1969 року міська влада Чернігова ухвалила рішення закрити монастирське кладовище і влаштувати на його місті парк. Родичам запропонували перенести тіла покійних на щойно відкрите кладовище «Ялівщина». Тоді й згадали пророцтво матушки. Копати довелося недовго, оскільки труну було знайдено на глибині всього 1 метру. Коли монахині закритого Чернігівського Троїцького жіночого монастиря на чолі з майбутньою настоятелькою Єлецького жіночого монастиря Чернігова ігуменею Амвросією (Іваненко) відкрили труну преподобної Смарагди, були вражені побаченим — її тіло виявилося нетлінним.
1998 року преподобну Смарагду було реабілітовано.
16 листопада 2011 року з благословення Блаженнішого Митрополита Київського і всієї України Володимира відбулося перепоховання чесних останків колишньої настоятельки Ніжинського Введенського жіночого монастиря ігумені Смарагди з кладовища “Ялівщина” міста Чернігова на територію Ніжинського Введенського жіночого монастиря.
8 травня 2012 року Священний Синод Української Православної Церкви постановив (журнал № 32 від 8.05.2012) причислити до лику святих подвижницю благочестя ігуменю Смарагду (Онищенко), а останки її вважати святими мощами. Також ухвалено пам'ять святої преподобної Смарагди Ніжинської, сповідниці звершувати в день її прославлення.
3 травня 2014 року у Введенському жіночому монастирі відбулися урочистості з нагоди прославлення в лику святих преподобної Смарагди Ніжинської, сповідниці. З благословення Місцеблюстителя Київської митрополичої кафедри митрополита Чернівецького і Буковинського Онуфрія Божественну літургію очолив керуючий справами Української Православної Церкви митрополит Бориспільський і Броварський Антоній. Чесні мощі преподобної Смарагди Ніжинської будуть постійно перебувати у Введенському жіночому монастирі.
10 травня 2014 року Преосвященніший Єпископ Ніжинський і Прилуцький Іриней освятив Успенський храм УПЦ (МП) та подарував ікону з часткою мощей преподобної Смарагди Ніжинської, яка народилася в Марківцях.
19 червня 2014 року Священний Синод Української Православної Церкви під головуванням Місцеблюстителя Київської митрополичої кафедри Високопреосвященнішого митрополита Чернівецького і Буковинського Онуфрія ухвалив благословити внесення імені преподобної Смарагди Ніжинської, сповідниці в місяцеслов Української Православної Церкви зі встановленням ще одного дня пам'яті 28 грудня / 10 січня (старий/новий стиль), у день її блаженної кончини (журнал №20 від 19.06.2014).

## Додаткові посилання
- На сторінці Ніжинської єпархії